# Broadwood Stadium
Das Broadwood Stadium (kurz: Broadwood) ist ein Fußballstadion in der schottischen Planstadt Cumbernauld, North Lanarkshire. Es wurde 1994 eröffnet und war bis zum Umzug 2022 in den New Douglas Park die Heimspielstätte des Fußballvereins FC Clyde. Von 1994 bis 1998 war auch der Airdrieonians FC nach dem Verkauf des alten Broomfield Park und der Eröffnung des neuen Excelsior Stadium im Broadwood beheimatet. Das Stadion ist im Besitz der Broadwood Stadium Company; die zum Unitary Authority North Lanarkshire gehört.

## Geschichte
Mit dem Broadwood Stadium fand der FC Clyde 1994 wieder eine Heimstätte. Von der Gründung 1877 bis 1898 trug der Verein seine Spiele im Barrowfield Park in Glasgow aus. Danach trat man im Glasgower Shawfield Stadium an. Wegen finanziellen Schwierigkeiten verkaufte der Verein es 1935 an die Greyhound Racing Association; blieb der Verein als Mieter bis 1986. Wegen Renovierungsarbeiten musste sich dann der FC Clyde eine neue Spielstätte suchen. Fünf Jahre verbrachte man im Firhill Stadium des Lokalrivalen Partick Thistle bis 1991. Danach zog man in den alten Douglas Park von Hamilton Academical bis zur Fertigstellung des Broadwood Stadium in Cumbernauld, etwa 15 bis 20 km außerhalb von Glasgow. Die Mannschaft des FC Clyde erhielt den Spitznamen Gypsy Army, weil sie heimatlos von einem zum anderen Stadion ziehen mussten.
Das Stadion war zu Anfang mit den zwei Längstribünen und 6000 Plätzen ausgestattet; der South Stand wurde 1997 hinzugefügt. Auf der offenen Nordseite entstand ein Freizeit- und Sportzentrum und hinter der Südtribüne liegen mehrere Kunstrasen-Trainingsplätze. Die Spielfläche des Stadions ist ebenfalls mit einem Kunstrasen ausgestattet. Die drei Ränge bieten 8209 überdachte Sitzplätze und das Flutlicht ist an der Dachkante der Haupt- und Gegentribüne angebracht. Die Gästefans finden auf dem Main Stand in der Ecke zum South Stand ihre Plätze. Am 8. Januar 2006 kamen zum Spiel der 3. Runde im Scottish FA Cup gegen Celtic Glasgow 8000 Zuschauer und stellten einen Besucherrekord auf. Im Stadion wurde vier Mal das Finale (1997, 2001, 2002, 2003) im Scottish League Challenge Cup ausgetragen.
Ab der Saison 2025/26 wird der Fußballclub Hamilton Academical seine Heimspiele im Broadwood Stadium austragen. Zuvor spielte man im New Douglas Park. Am 17. April 2025 wurde der Club vom SPFL Disciplinary Tribunal mit einem Abzug von insgesamt 15 Punkten und 9000 Pfund Sterling Geldstrafe belegt, da man gegen mehrere Regeln der SPFL verstoßen hatte. Die Berufung von Hamilton Academical wurde von der SPFL zurückgewiesen. Mit dieser Strafe belegte Hamilton Academical am Saisonende der Scottish Championship den letzten Platz und stieg in die Scottish League One ab. Durch Streitigkeiten über die Mietbedingungen fällte der Club am 1. Mai 2025 den Entschluss zum Umzug. Zum anderen plant der Club langfristig den Bau eines Stadions in Hamilton.

## Tribünen
- Main Stand – Ost, Haupttribüne, Sitzplätze, Gästebereich
- West Stand – West, Gegentribüne, Sitzplätze
- South Stand – Süd, Hintertortribüne, Sitzplätze

## Galerie

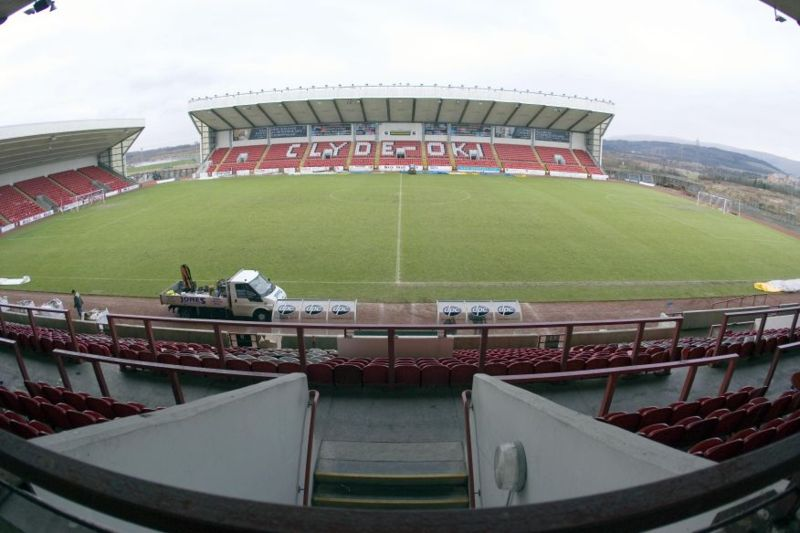
Blick vom Main Stand des Broadwood Stadium (2007)
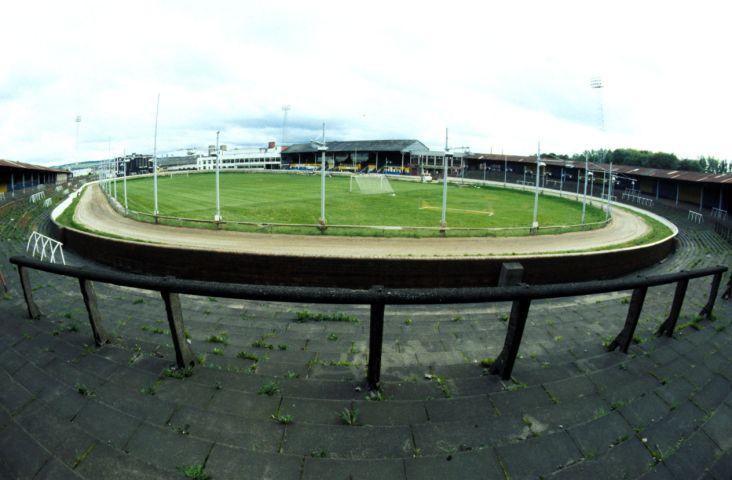
Bild der alten Spielstätte Shawfield Stadium aus dem Jahr 2008